# Beverly Hills Cop
Beverly Hills Cop (bra: Um Tira da Pesada; prt: O Caça-Polícias) é um filme americano de comédia de ação de 1984, dirigido por Martin Brest a partir de um roteiro escrito por Danilo Bach e Daniel Petrie Jr.. É estrelado por Eddie Murphy no papel de Axel Foley, um jovem policial de Detroit que viaja para Beverly Hills, Califórnia, afim de desvendar o assassinato de seu melhor amigo. Judge Reinhold, John Ashton, Ronny Cox, Lisa Eilbacher, Steven Berkoff aparecem em papéis de apoio.
Este primeiro filme da popular franquia Beverly Hills Cop levou Murphy ao estrelato internacional, ganhando o People's Choice Award de "filme favorito" e  indicações ao Globo de Ouro de melhor filme de comédia ou musical e ao Oscar de Melhor Roteiro Original em 1985. Ele arrecadou US$ 234 milhões nas bilheterias norte-americanas, tornando-o o filme de maior bilheteria lançado em 1984 nos Estados Unidos.
Ajustado pela inflação, é o filme com classificação R de maior bilheteria nos Estados Unidos desde 1977, com uma bilheteria total de $ 730.714.743 em 2024.

## Sinopse
A mais recente e imprudente operação de polícia do detetive de Detroit, Axel Foley, azeda quando dois policiais uniformizados intervêm, resultando em uma perseguição em alta velocidade pela cidade, causando danos generalizados. Seu chefe, o inspetor Douglas Todd, repreende Axel por seu comportamento e ameaça demiti-lo, a menos que mude de comportamento. Axel chega ao seu apartamento para descobrir que foi invadido por seu amigo de infância, Mikey Tandino. Mikey passou um tempo na prisão, mas agora  trabalha como segurança em Beverly Hills, graças a uma amiga de infância dos dois, Jenny Summers. Mikey mostra a Axel alguns títulos ao portador alemães e Axel se pergunta como ele os conseguiu, mas prefere não questioná-lo sobre isso. Depois de irem a um bar eles voltam para o apartamento de Axel, onde dois homens atacam Axel e o deixam inconsciente e então confrontam Mikey sobre os títulos ao portador e o matam.
Axel pede para investigar o assassinato de Mikey, mas o inspetor Todd não permite, por causa de seus laços com Mikey. Axel usa a desculpa de tirar férias para ir a Beverly Hills e solucionar o crime sozinho. Ele encontra Jenny trabalhando em uma galeria de arte e descobre sobre os laços de Mikey com Victor Maitland, o dono da galeria (que na verdade é um dos maiores traficantes de drogas que usa a galeria como fachada e o principal mandante do crime de assassinato de Tandino). Disfarçado como um entregador de flores, Axel vai ao escritório de Maitland e tenta questioná-lo sobre Mikey, mas é jogado fora pela janela pelos guarda-costas de Maitland e preso. Na delegacia, o tenente Andrew Bogomil designa o sargento John Taggart e o detetive Billy Rosewood para seguir Axel. Taggart e Rosewood tiveram um encontro humilhante com Axel naquela noite, e não se dão bem com ele no início, mas os três começam a desenvolver um forte laço de amizade depois de frustrarem um assalto em um bar striper.
Na trilha dos assassinos de Mikey, Axel entra em um dos armazéns de Maitland, onde encontra pó de café, suspeitos de serem usados para embalar drogas. Ele também descobre que muitas das caixas de Maitland não passaram pela alfândega. Depois de ser preso novamente, desta vez após uma briga no clube de campo de Maitland, Axel admite a Bogomil que Maitland deve ser um contrabandista. O chefe de polícia Hubbard, que soube das ações investigativas mal orientadas de Axel, ordena que Axel seja levado para fora da cidade. No entanto, Axel convence Rosewood a pegar Jenny e levá-la com eles ao depósito de Maitland, onde um carregamento deve chegar naquele dia.
Axel e Jenny invadem o armazém e descobrem vários sacos de cocaína dentro de um caixote. Antes que Axel possa obter essa nova evidência para Rosewood, Maitland e seus associados chegam. Maitland leva Jenny e deixa Axel para ser morto, mas depois de alguma hesitação, Rosewood entra no armazém e resgata Axel. Taggart rastreia Axel e Rosewood até a propriedade de Maitland, onde ele se junta aos dois em seus esforços para resgatar Jenny e levar Maitland à justiça. Juntos, o trio extermina vários homens de Maitland, incluindo Zack, o braço direito de Maitland e assassino de Mikey. Com a ajuda de Bogomil, Axel atira e mata Maitland e resgata Jenny. Bogomil inventa uma história para Hubbard que protege todos os participantes do caso, sem desmerecer a força da Polícia de Beverly Hills. Percebendo que ele pode ser demitido em Detroit, Axel pede a Bogomil para falar com o inspetor Todd e suavizar as coisas para ele. Mais tarde, Taggart e Rosewood encontram Axel enquanto ele faz o check-out no hotel seu hotel e paga sua conta. Axel os convida para se juntar a ele, para uma bebida de despedida, e eles aceitam.

## Elenco
- Eddie Murphy como Axel Foley
- Judge Reinhold como Detetive William "Billy" Rosewood
- John Ashton como Sargento John Taggart
- Lisa Eilbacher como Jeannete "Jenny" Summers
- Ronny Cox como Tenente Andrew Bogomil
- Steven Berkoff como Victor Maitland
- James Russo como Michael "Mikey" Tandino
- Jonathan Banks como Zack, o principal capanga de Maitland
- Stephen Elliott como Hubbard, chefe do Departamento de Polícia de Beverly Hills
- Gil Hill como Inspetor Douglas Todd, chefe do Departamento de Polícia de Detroit
- Art Kimbro como Detetive Foster
- Joel Bailey como Detetive McCabe
- Bronson Pinchot como Serge
- Paul Reiser como Jeffrey
- Michael Champion como Casey
- Frank Pesce como comprador de cigarros
- Damon Wayans como garçom das bananas

## Produção

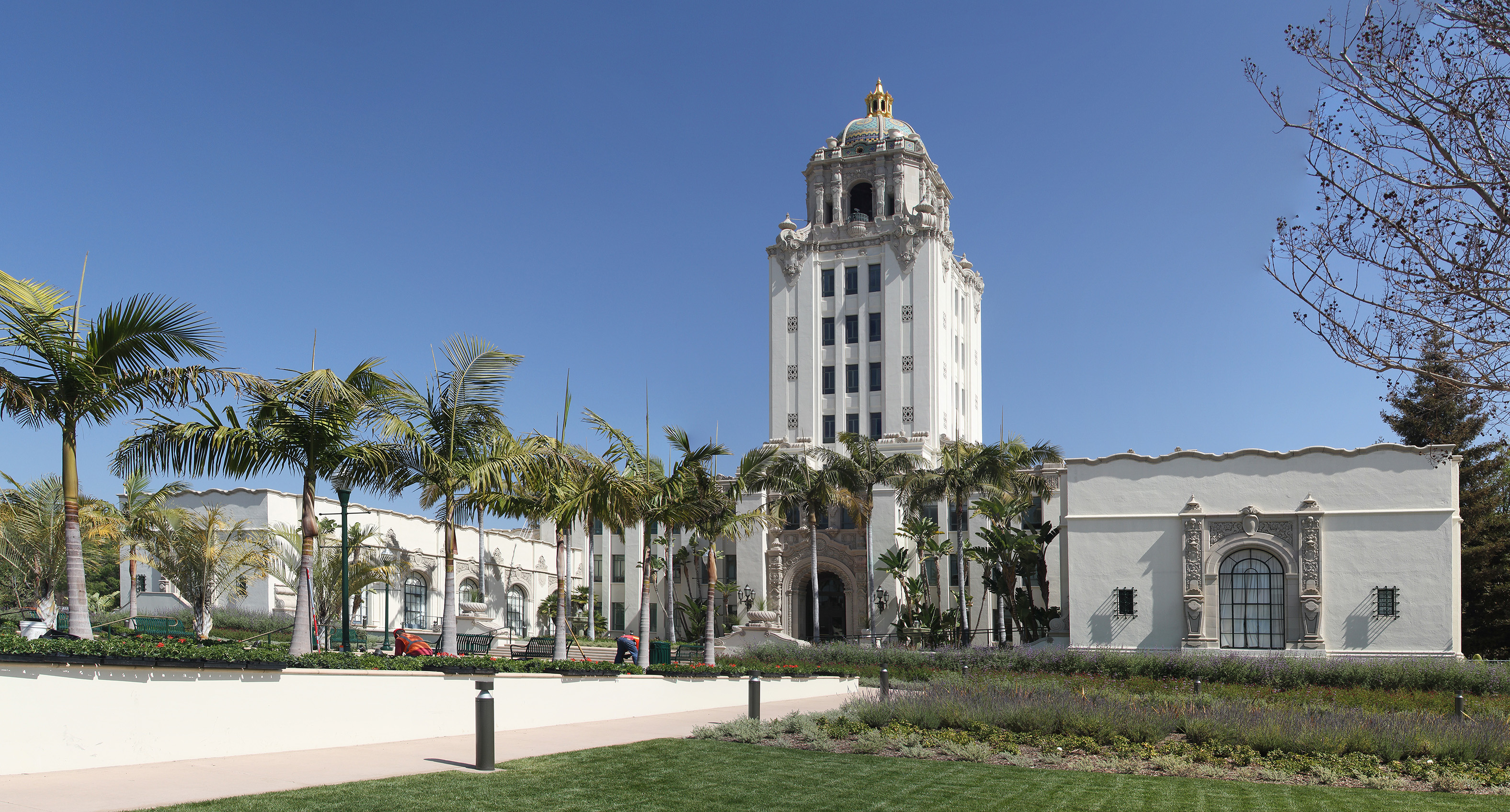
A prefeitura de Beverly Hills apareceu com destaque nos filmes de Beverly Hills Cop como sede da polícia.

Em 1977, Don Simpson, executivo da Paramount Pictures, teve uma ideia do filme sobre um policial de East Los Angeles que se transferiu para Beverly Hills. O roteirista Danilo Bach foi chamado para escrever o roteiro. Bach lançou sua ideia para Simpson e Paramount em 1981, sob o nome de Beverly Drive, sobre um policial de Pittsburgh chamado Elly Axel. No entanto, seu roteiro era um filme de ação e Bach foi forçado a fazer alterações no script, mas depois de algumas tentativas, o projeto ficou obsoleto. Com o sucesso de Flashdance (1983), Simpson viu o filme Beverly Hills como seu próximo grande projeto. Daniel Petrie, Jr. foi contratado para reescrever o roteiro e a Paramount adorou a abordagem humorística de Petrie ao projeto, com o personagem principal agora chamado Axel Elly, de Detroit. O produtor Jerry Bruckheimer afirmou que o papel de Axel Foley foi oferecido pela primeira vez a Mickey Rourke, que assinou um contrato de US$400,000 para fazer o filme. Quando as revisões e outros preparativos demoraram mais que o esperado, Rourke deixou o projeto para fazer outro filme.
Sylvester Stallone foi originalmente considerado para o papel de Foley. Stallone deu ao roteiro uma reescrita dramática e transformou-o em um filme de ação. Em um dos rascunhos anteriores escritos para Stallone, o personagem Billy Rosewood foi chamado "Siddons" e foi morto no meio do roteiro durante uma das cenas de ação. Stallone renomeou o personagem principal para Axel Cobretti, com o personagem Michael Tandino sendo seu irmão e Jenny Summers interpretando seu interesse amoroso. No entanto, as ideias de Stallone foram consideradas "caras demais" para a Paramount produzir e Stallone finalmente desistiu duas semanas antes do início das filmagens. Dois dias depois, os produtores do filme, Simpson e Bruckheimer, convenceram Eddie Murphy a substituir Stallone no filme, levando a novas reescritas. Além de Stallone e Rourke, outros atores considerados para o papel de Axel Foley incluíam Richard Pryor, Al Pacino e James Caan.
O filme foi orçado em US$14 milhões, incluindo US$4 milhões para Murphy, mas foi trazido a um custo de apenas US$13 milhões.
David Cronenberg foi chamado para dirigir o longa, mas não aceitou o trabalho.
Stallone inclusive utilizou algumas de suas ideias para o roteiro em Stallone Cobra (1986).

### Filmagens
O filme foi orçado em US$ 14 milhões de dólares, incluindo US$ 4 milhões para Murphy, e foi concluído em cerca de US$ 13 milhões.  A produção começou em maio de 1984 e continuou no verão, ocorrendo principalmente em Los Angeles e arredores. A sequência de abertura foi filmada ao longo de vários dias em Michigan, em Detroit e nas proximidades de Wayne.  Muitas cenas ambientadas em Beverly Hills foram filmadas em Pasadena, já que a cidade de Beverly Hills proibia as filmagens após as 22h30.

## Recepção
Beverly Hills Cop foi bem recebido pela crítica e é considerado por muitos como um dos melhores filmes de 1984. Eddie Murphy, em particular, recebeu muitos elogios por sua atuação. Janet Maslin do The New York Times escreveu "Beverly Hills Cop encontra Eddie Murphy fazendo o que ele faz de melhor: interpretando o azarão astuto, mais moderno e de fala mais rápida do mundo de um homem rico. Eddie Murphy sabe exatamente o que está fazendo e ganha a cada passo". Richard Schickel da revista Time sentiu que "Eddie Murphy exalava o tipo de charme atrevido e arrogante que faltava na tela desde que Cagney era um filhote, rosnando para sair do gueto". Axel Foley tornou-se o papel da assinatura de Murphy e foi classificado como o No. 78 na lista dos 100 maiores personagens de filmes de todos os tempos da revista Empire. Além disso, a revista Entertainment Weekly classificou Beverly Hills Cop como o terceiro melhor filme de comédia dos últimos 25 anos. De acordo com Christopher Hitchens, o escritor e poeta britânico Kingsley Amis considera o filme "uma obra de arte perfeita."
Hoje, Beverly Hills Cop é considerado um clássico no gênero de comédia e mantém um índice de aprovação de 83% no site Rotten Tomatoes. Em 2003, o filme foi escolhido pelo The New York Times como um dos 1000 melhores filmes já feitos.

### Bilheteria
O filme foi lançado em 5 de dezembro de 1984 em 1,532 cinemas. Ele estreou em primeiro lugar nas bilheterias dos EUA, faturando US$15,214,805 em seus primeiros cinco dias de lançamento. Expandiu em 21 de dezembro para 2,006 cinemas. O filme ficou em primeiro lugar por 13 semanas consecutivas e voltou ao primeiro lugar em seu 15º fim de semana, fazendo 14 semanas não consecutivas em primeiro lugar, empatando com Tootsie como o filme com mais semanas em primeiro lugar. O filme ganhou US$234,760,478 nos Estados Unidos, sendo o filme de maior bilheteria lançado em 1984. Ajustado pela inflação, é o terceiro filme de classificação R de maior bilheteria de todos os tempos, atrás de O Exorcista e O Poderoso Chefão. Box Office Mojo estima que o filme vendeu mais de 67 milhões de ingressos nos EUA.

## Trilha sonora
A trilha sonora foi lançada pela MCA Records e ganhou o Grammy Award de Melhor Trilha Sonora para Visual Media (1986). A música instrumental do título, "Axel F", composta e executada por Harold Faltermeyer, é um marco cultural e desde então tem sido coberto por inúmeros artistas. A trilha sonora também contou com a música "Neutron Dance, interpretada pelas Pointer Sisters, que se tornou um hit do Top 10 da Billboard. Além da versão mais famosa dessa musica que apareceu no desenho animado Crazy Frog.  O álbum foi masterizado por Greg Fulginiti na Artisan Sound Recorders.
O perfil da faixa é como se segue:
1. "New Attitude" por Patti LaBelle
2. "Don't Get Stopped in Beverly Hills" por Shalamar
3. "Do You Really (Want My Love?)" por Junior
4. "Emergency" por Rockie Robbins
5. "Neutron Dance" por Pointer Sisters
6. "Dynamite" por Jermaine Jackson
7. "The Heat Is On" por Glenn Frey
8. "Gratitude" por Danny Elfman
9. "Stir It Up" por Patti LaBelle
10. "Rock 'N Roll Me Again" por The System
11. "Axel F" por Harold Faltermeyer

## Legado

### Sequências
O filme gerou uma franquia com três sequências, Beverly Hills Cop II, Beverly Hills Cop III e Beverly Hills Cop: Axel F, ambas estreladas por Eddie Murphy, em 1987, 1994 e 2024, respectivamente. Judge Reinhold foi o único ator a reprisar seu papel nas sequências. O segundo filme recebeu críticas mistas, mas foi um sucesso de bilheteria, enquanto o terceiro filme não teve sucesso tanto crítica quanto comercialmente.

### Videogames
- Blast Entertainment lançou o jogo Beverly Hills Cop[25] para PlayStation 2 em 2006.

### Série de TV cancelada
Em 2013, uma série de televisão foi relatada como estando em produção para a CBS. O piloto foi escrito por Shawn Ryan e dirigido por Barry Sonnenfeld. Brandon T. Jackson foi escolhido para estrelar como Aaron, filho de Axel Foley,  enquanto Eddie Murphy reprisaria seu personagem, que agora seria chefe de polícia em Detroit. A série não foi escolhida, mas Ryan relatou que testou bem o suficiente para a Paramount colocar um quarto filme em produção.

### Reinicialização da franquia
Em 14 de novembro de 2019, o Deadline Hollywood anunciou que a Paramount Pictures fechou um acordo de venda para a Netflix produzir um quarto filme. Em abril de 2022, Mark Molloy foi anunciado como o diretor do filme, enquanto Will Beall escreveu o roteiro. O teaser trailer oficial do quarto filme foi lançado em 14 de dezembro de 2023. O filme foi lançado em julho de 2024, com críticas mistas e positivas por parte dos assinantes da Netflix.

## Prêmios e indicações
- Oscar[11]
  - Nomeado para Melhor Roteiro (Roteiro Original) - Danilo Bach e Daniel Petrie Jr.
- British Academy Film Awards[11]
  - Nomeado para Melhor Trilha Sonora - Harold Faltermeyer
- Prêmio Edgar
  - Nomeado para Melhor Filme - Daniel Petrie Jr.
- Prêmios Globo de Ouro[11]
  - Nomeado para Melhor Filme - Comédia/Musical
  - Nomeado para Melhor Ator de Cinema - Comédia/Musical - Eddie Murphy
- Grammy Award[11]
  - Venceu como Melhor Álbum de Trilha Sonora - Marc Benno, Harold Faltermeyer, Keith Forsey, Micki Free, Jon Gilutin, Howard Hewett, Bunny Hull, Howie Rice, Sharon Robinson, Danny Sembello, Sue Sheridan, Richard Theisen, Allee Willis
- People's Choice Award
  - Ganhou como Filme Favorito
- Stuntman Award
  - Ganhou o prêmio de Melhor Dublê de Veículos (Filme) - Eddy Donno
- Este filme é o número 22 na lista do canal Bravo dos 100 filmes mais engraçados.[31][32]

Listas do American Film Institute
- Lista dos melhores filmes estadunidenses segundo o American Film Institute - Nomeado[33]
- Lista das melhores comédias estadunidenses segundo o American Film Institute - #63
- Lista do AFI dos 100 maiores heróis e vilões do cinema:
  - Detective Axel Foley - Herói Nomeado[34]